# Andal Ampatuan senior
Andal Ampatuan senior (* 1940 oder 1941; † 17. Juli 2015 in Quezon City) war ein philippinischer Politiker, bis 2009 der Gouverneur der Provinz Maguindanao und Patriarch des Ampatuan-Clans. Er kam im Zuge der EDSA-Revolution gegen den Diktator Ferdinand Marcos im Jahr 1986 an die Macht.
Er hatte die Söhne Zaldy Ampatuan, Datu Ulo Ampatuan und Andal Ampatuan junior Letztgenannter gilt als Hauptverdächtiger des Massakers in Maguindanao im Jahr 2009. Als ein Resultat der Ermittlungen wurde er und seine Söhne aus der Partei der ehemaligen Präsidentin Gloria Arroyo ausgeschlossen. Am 29. August 2012 nahm die Polizei seinen Sohn Datu Ulo Ampatuan fest. Damit waren neben Andal Ampatuan Sr. und 97 Komplizen auch alle drei Söhne inhaftiert.